# Laura Bergnéhr
Laura Bergnéhr, död 1852, var en svensk skådespelare. Hon är även känd för sitt förhållande med kung Karl XV. 
Laura Bergnéhr var dotter till löjtnant Lars August Bergnéhr och Lovisa Spångberg (modern gifte 1860 om sig med kammarherre Axel Fredrik Liljenstolpe). Hon var kusin till Zelma Hedin.  
Bergnéhr var skådespelare och gjorde sin debut på Mindre teatern 1847. Bland hennes roller där var Cordelia i Kung Lear. Hon gjorde sig dock inte så uppmärksammad som aktör. 
Hon och hennes tre systrar ska enligt uppgift ha varit ”lika och på samma sätt ryktbara som de åtta systrarna Löf”, det vill säga kurtisaner i likhet med Fredrica Löf och hennes systrar.  Deras mor Lovisa Spångberg hade en dotter, Rosa Bergnéhr, med Martin von Wahrendorff, som även hon ska ha varit omtalad som kurtisan. 
Laura Bergnéhr är främst känd för att ha haft ett förhållande med kung Karl XV under hans tid som kronprins. Han kallade henne ”Signora Farali” och förklarade att han hade uppfunnit ett ord, kallat ”faral”, ”afsedt att ersätta och uttränga ordet moral”.